# Coprinopsis krieglsteineri
Coprinopsis krieglsteineri är en svampart som först beskrevs av Bender, och fick sitt nu gällande namn av Redhead, Vilgalys & Moncalvo 2001. Coprinopsis krieglsteineri ingår i släktet Coprinopsis och familjen Psathyrellaceae.  Artens status i Sverige är: Ej påträffad. Inga underarter finns listade i Catalogue of Life.